# Blind Blake
 Arthur Blake, conocido como Blind Blake, nació alrededor del año 1893 en Jacksonville, Florida y falleció alrededor del año 1933. Fue un cantante y guitarrista estadounidense de blues,  muy influyente, tradicionalmente considerado el creador del Estilo Piedmont, recibiendo la denominación de "El Rey de la guitarra ragtime".
Blind Blake grabó alrededor de 80 temas para la discográfica Paramount Records en los últimos años de la década de 1920 y en los primeros años de la década de 1930; fue uno de los guitarristas más prolíficos en su género con una amplia variedad de material musical grabado y publicado. Su complejidad al tocar, y el manejo intrínseco que hacia de la púa, inspiraron entre otros a Reverend Gary Davis, Jorma Kaukonen, Ry Cooder y Ralph Mctell. Blake es más conocido por el sonido distintivo de su guitarra, el cual era comparable al sonido y al estilo de un piano ragtime.

## Biografía
Se conoce muy poco de su vida; según Paramount Records, su lugar de nacimiento se enmarca en Jacksonville, Florida, pero incluso ese dato es discutible. Nada se sabe de su muerte e incluso se duda de su propio nombre. Durante las grabaciones que realizaba se le preguntaba por su verdadero nombre, contestando él que se llamaba Blind Arthur Blake (a pesar de ello existe una posibilidad de que su verdadero nombre fuera Arthur Phelps).
Sus primeras grabaciones datan de 1926, teniendo éxito las ventas de las mismas. Su primera grabación en solitario fue el tema "Early Morning Blues", con la canción "West Coast Blues" en la cara B del disco; ambas grabaciones se consideran ejemplos excelentes de su estilo. Blake realizó su última grabación en 1932, año que marcó el fin de su carrera debido a la quiebra de la discográfica Paramount. Suele decirse que en sus últimas grabaciones hay menos 'chispa' debido, supuestamente, a que Blake bebía excesivamente durante sus últimos años; es probable que este fuera el motivo de su temprana muerte a la edad de 40 años (las circunstancias exactas de su muerte no se conocen. Reverend Gary Davis indicó en una entrevista que conocía rumores del fallecimiento de Blake debido a un accidente de tráfico).

## Otras personas que utilizaron el mismo nombre
Es importante señalar que en algunas grabaciones del guitarrista de jazz Eddie Lang con grupos afroamericanos, las compañías discográficas suelen listar a Lang como "Blind Blake"; la gran mayoría de esas grabaciones, principalmente con Lonnie Johnson, nombraban a Lang como Blind Willy Dunn. 
También debe señalarse que existe un artista que realizó grabaciones bajo el nombre de "Blind Blake". Alphonso "Blind Blake" Higgs fue uno de los cantantes más famosos en las Bahamas en la década de 1950, liderando la banda de música del Royal Victoria Hotel. Sus grabaciones llegaron a ser conocidas en Estados Unidos gracias al turismo de algunos de sus fanes, convirtiéndose varias de sus canciones en clásicos de la música Folk. Incluso Johnny Cash fue influenciado por Blake, basando su éxito "Delia" en una antigua balada blues de Georgia que Blake adaptó en un tema de estilo calipso.

## En otros medios
"Blind Blake" y su canción "Police Dog Blues" aparecen mencionados en la primera temporada de la serie de TV Reacher, inspirada en las novelas de Lee Child. El protagonista, aficionado al blues, llega al pueblo de Margrave (Atlanta) siguiendo la pista del supuesto paso de "Blind Blake" por aquel lugar.